# Старые Арти
Ста́рые Арти́ — село в Артинском городском округе Свердловской области России. Являлось частью бывшего Староартинского сельского совета.

## Географическое положение
Старые Арти расположены в восьми километрах от административного центра района и городского округа — посёлка городского типа Арти. Село вытянулось вдоль берегов рек Сенной и Арти, в которую Сенная впадает слева, преимущественно по левым берегам.

## История
Село Старые Арти было основано под названием Артинское в 1782 году.
12 августа 2003 года в селе произошло чрезвычайное происшествие: пожаром, начавшимся на пилораме местного совхоза «Искра», было выжжено более 800 м² территории.

## Население
| 2002 | 2010 | 2021 |
| ---- | ---- | ---- |
| 953  | ↘879 | ↘792 |

## Инфраструктура
В Старых Артях расположен совхоз «Искра», а также имеется основанная в 1895 году двухэтажная школа, в которой обучается более ста человек.